# Пластина с угловой стабильностью
Пластина с угловой стабильностью — вид имплантата для остеосинтеза, который представляет собой систему из пластины и специальных винтов, которые фиксируются не только в кости, но и в пластине за счёт резьбы на головке винта. При этом нет необходимости плотного прилежания пластины к кости. Применяется в малоинвазивном металлосинтезе пластиной.